# مروثية
المروثية (الاسم العلمي: Coprinaceae) هي فصيلة من الفطريات تتبع رتبة الغاريقونيات من طائفة الغاريقوناويات.

## أجناس
- المروث
- المروثي